# José Manuel Meca
José Manuel Meca García, o más conocido como Meca,(Águilas, Región de Murcia, 19 de agosto de 1978) es un futbolista retirado en el Lorca Atlético CF que jugaba de delantero.

## Historia
Formado en la cantera del Real Madrid, pasó por los diferentes equipos inferiores del club madrileño, jugando en la Segunda División con el Real Madrid CF "B". La temporada 98/99 fue cedido a la Cultural Leonesa.
De nuevo a la entidad del Santiago Bernabéu, el delantero debuta con el primer equipo en la campaña 99/00, jugando diez partidos y anotando un gol en la máxima categoría. Sin embargo, no tuvo continuidad y retornó al filial.
En 2001 recala en el Elche CF, de Segunda División, donde permanece dos temporadas y media (60 partidos y 15 goles), para terminar la 03/04 con el Racing Ferrol, con quien subiría a la categoría de plata. Con los gallegos, en Segunda División, la aportación del murciano bajó debido a las lesiones.
Posteriormente, su carrera a proseguir por equipos de Segunda División "B", como el Real Jaén CF (05/06), la UD Lanzarote (06/07), la UD Atlético Gramenet (07-09) y por el Orihuela CF, CF Ciudad de Lorquí y la Lorca Atlético CF.

Ascenso a primera nacional como entrenador del UD Aguilas Femenino, teniendo a su estrella Paola Castellanos como pichichi con 16 goles.